# Bente Juncker
Bente Juncker, född 9 maj 1944 i Slagelse, är en dansk politiker och f.d. socialminister. Hon tillhörde det nu nedlagda partiet Centrum-Demokraterne.

## Biografi
Bente Juncker växte upp med sin moder, Mathilde Hjorslev, som arbetade inom det danska försvaret. Juncker blev inskriven i den franska skolan i Köpenhamn, varifrån hon tog realexamen. Hon arbetade sedan en kort tid som sekreterare vid Københavns Telefon Aktieselskab (KTAS) 1962-1963 innan hon började studera på den matematiska linjen vid Akademisk Studenterkursus, en form av aftonskola och vuxenutbildning på gymnasienivå. Hon tog studentexamen 1966 och inledde därefter studier i ekonomi vid Köpenhamns handelshögskola. Hon hoppade dock av studierna och återgick till sitt arbete vid KTAS, där hon stannade fram till 1968.
1968-1973 var hon hemmafru efter att ha gift sig med revisorn Torben Peter Juncker. Hon valde därefter att engagera sig i det då nybildade partiet Centrum-Demokraterne, som leddes av den f.d. socialdemokraten Erhard Jakobsen. 1974 blev hon styrelseledamot i partiavdelningen i Hørsholm. Hon lämnade denna styrelse 1978 för att tillträda arbetet som sekreterare vid Centrum-Demokraternes huvudkontor. Året efter kandiderade hon till Folketinget och blev invald 1981 och representerade partiet i bland annat skatteutskottet, utbildningsutskottet och socialutskottet, varav som ordförande för de två förstnämnda. 1986 skiljde hon sig från sin man och flyttade ihop med politikern Uffe Thorndahl, som satt i Folketinget först för Fremskridtspartiet och sedan för Det Konservative Folkeparti.
1993 avgick den borgerliga koalitionsregeringen och en ny koalitionsregering bestående av Socialdemokraterne, Centrum-Demokraterne, Kristeligt Folkeparti och Radikale Venstre tillträdde. Vid denna tidpunkt var Juncker gruppordförande för Centrum-Demokraterne i Folketinget, och försökte som sådan att få genomslag för sitt partis politik efter ett antal av år av kompromisser under Poul Schlüters borgerliga koalitionsregeringarna under 1980-talet. I en omdaning av den socialdemokratiskt ledda koalitionsregeringen 1994 utsågs Juncker till ny socialminister och efterträdde Socialdemokraternas Karen Jespersen. Arbetet som minister varade dock bara i två veckor, då det kom fram att Juncker och Thorndahl hade riktat klagomål gentemot handikappade människor som bodde på en institution bredvid parets sommarstuga i Råbymagle på Møn. Klagomålen gick bland annat ut på att grannarna förde mycket oljud och Juncker hade anklagat den ansvariga institutionens ledare för sexmissbruk av de handikappade grannarna. Denna svarade med att dra saken inför domstol, vilket fick som följd att Juncker tvingades att avgå som minister. Hon blev även utesluten ur partiet och verkade som politisk vilde fram till valet 1994, för att sedan återgå till att bli hemmafru.
1991 utsågs Juncker till riddare av Dannebrogsorden.